# Croton acutifolius
Espèce
Classification APG III (2009)
Croton acutifolius est une espèce de plantes à fleurs du genre Croton et de la famille des Euphorbiaceae, originaire de Thaïlande.